# Linia kolejowa 146 Kecskemét – Kunszentmárton
Linia kolejowa Kecskemét – Kunszentmárton – linia kolejowa na Węgrzech. Jest to linia jednotorowa, w całości niezelektryfikowana. Łączy Kecskemét z Kunszentmárton. 

## Historia
Linia została otwarta w 1896 roku.